# Katarzyna Wenerska
Katarzyna Wenerska, född 9 mars 1993, är en polsk volleybollspelare.
Hon spelade med Joker Świecie redan som barn. Med klubben vann hon brons i det polska mästerskapet i minivolleyboll (i lag om tre) 2005 och 2006 blev det guld (i lag om fyra). Från 2008 spelade hon med klubbens nyskapade seniorlag. Laget avancerade 2009 till den tredje högsta ligan i Polens seriesystem och 2014 till den näst översta. Säsongen 2017/2018 bytte hon klubb och spelade med KS Pałac Bydgoszcz, som spelade i Tauron Liga (översta ligan). 2018 återvände hon till Joker som vann andraligen 2018/2019, laget avstod dock från att gå upp till översta serien. Även säsongen 2019/2020 vann de serien  och denna gång valde de att gå upp Första året i Tauron Liga kom laget elva. Wenerska blev vald till matchens mest värdefulla spelare en gång (i januari 2021 mot Energa MKS Kalisz).
I juli 2021 gick hon över till KS Developres Rzeszów, med vilken hon vann polska supercupen.
I april 2021 togs hon ut truppen för landslaget. I början av juni 2021 kallades hon upp för spel i  Volleyball Nations League, i stället för skadade Marta Krajewska. Hon debuterade i landslaget den 12 juni 2021 i en match i tävlingen mot Brasilien (laget tog slutligen 11:e plats). Samma år deltog hon vid EM 2021, där Polen blev femma. Wenerska har även varit en del av Polens lag vid VM 2022.